# 亞松森 (加利福尼亞州)
亞松森（英語：Asuncion）是位於美國加利福尼亞州聖路易斯-奧比斯保縣的一個非建制地區。該地的面積和人口皆未知。

## 地理
亞松森的座標為35°30′54″N 120°40′46″W / 35.51500°N 120.67944°W，而該地的平均海拔高度為257米（即843英尺）。